# Берлинский метрополитен в 1961—1989 годах
Исторический период Берлинского метрополитена, разделённого в августе 1961 года в результате физического разделения самого города на Восточную и Западную части, в ходе возведения системы пограничных инженерных сооружений, известных в мире как Берлинская стена. Разделение Берлинского метрополитена в одном городе на две системы является единственным случаем в истории систем метрополитенов городов мира. Разделённым метрополитен оставался последующие 28 лет и был объединён лишь после сноса Берлинской стены, (окончательно лишь в 1993 году, после восстановления инфраструктуры), в результате политических событий в ГДР в ноябре 1989 года и объединения двух Германий в единую.

## Предыстория
После образования двух германских республик ФРГ и ГДР в 1949 году, бывшая столица страны Берлин фактически сохранила статус города, разделённого на иностранные сектора оккупации. Восточная часть города была объявлена столицей вновь образованной ГДР, тогда как западная часть получила особый статус, признанный мировым сообществом в ходе заключённого четырёхстороннего соглашения по Берлину в 1971 году. Столицей же ФРГ стал город Бонн.
В 1952 году германо-германская государственная граница (то есть граница между ГДР и ФРГ) была усилена со стороны ГДР и гражданам этой республики был запрещён свободный проход на территорию ФРГ. Единственным свободным коридором для возможности попасть в ФРГ оставался только Берлин. К концу 50-х годов в ГДР возник острый кризис квалифицированных кадров, которые предпочитали либо проживать на территории Восточного Берлина, но работать в Западном (где соответственно больше платили), либо вовсе через Западный Берлин эмигрировали в ФРГ. Только за первую половину 1961 года ГДР навсегда покинули 207 тысяч человек.
Секретным решением Политбюро правящей партии ГДР было принято решение закрыть доступ в Западный Берлин, создав особую усиленную пограничную зону и соответствующие пограничные сооружения. Их возведение началось в 1:00 ночи 13 августа 1961 года. В связи с этим останавливалось всё транспортное движение из одной части Берлина в другую, в том числе и работа общественного транспорта.

## Разделение Берлинского метрополитена
Ранним утром 13 августа 1961 года Берлинский метрополитен (Berliner U-bahn) начал свою привычную работу, однако в местах условных границ Восточного и Западного Берлина (участки линий, проходивших под Восточным Берлином или ведущих из Западного в Восточный), поезда были остановлены. То же самое произошло и с городской электричкой (S-bahn). После разделения города стеной большая часть городской подземки осталась в Западном секторе. В Восточном же остались только линии U2 и U5, переименованные в линии «A» и «Е» соответственно. Линия малого профиля U2 была разделена практически пополам. Со стороны Восточной части города конечной станцией этой линии стала Thälmannplatz (сегодня называется Mohrenstraße), следующая станция Potsdamer Platz была закрыта и контролировалась пограничниками ГДР, поскольку примыкала к охраняемой пограничной зоне. В Западном секторе линия начиналась от станции Mendelssohn-Bartholdy-Park и заканчивалась станцией Ruhleben. Постепенно по экономическим причинам (малый пассажирский поток) некоторые станции линии U2 в Западном Берлине были закрыты или перепрофилированы. По отдельному отрезку линии был пущен ретро-трамвай. Лишь в феврале 1991 года работа линии была восстановлена. Линия большого профиля U5 целиком оставалась в Восточном секторе города. Она начиналась от пересадочного узла (станции Alexanderplatz) и заканчивалась станцией Friedrichsfelde.
На линии U6, являвшейся транзитной и проходившей из северо-западной части Западного Берлина в южную, но идущую через Восточный сектор, были закрыты шесть станций в Восточном секторе (Schwartzkopffstraße — Naturkundemuseum — Oranienburger Tor — Friedrichstraße — Französische Straße — Stadtmitte (ранее пересадочный узел на линию U2)). «Западные» поезда подземки шли через них без остановки, а станция Friedrichstraße являлась одновременно контрольно-пропускным пунктом в Восточный Берлин. На линии U8 после станции Voltastraße и до станции Moritzplatz тоже были закрыты шесть станций, находившихся на территории Восточного сектора (Bernauer Straße — Rosenthaler Platz — Weinmeisterstraße — Alexanderplatz (ранее пересадочный узел на линию U5) — Jannowitzbrücke — Heinrich-Heine-Straße), и эти станции работали только как транзитные. На линии U1 не работала лишь конечная станция Warschauer Straße, которая оказалась «за стеной», в Восточном секторе, и была перестроена под складские помещения лампового завода Narva.
Метрополитен Западного сектора Берлина обслуживала транспортная компания BVG, метрополитен Восточного сектора BVG (Ost), с 1969 года переименованная в BVB. В дальнейшем, по достигнутой договорённости, техническим обслуживанием участков линий Западной части подземки, проходящих под Восточным Берлином, занимались «восточные» работники. Западный Берлин за это обслуживание платил правительству ГДР. 
Восстановление движения по прерванным линиям метро, а также возобновление работы ранее закрытых станций начало осуществляться лишь с начала 1990 года. Разделенная ранее система Берлинского метрополитена к 1993 году была окончательно восстановлена в том виде, в каком была до 13 августа 1961 года.
Однако даже после разрыва системы её развитие не остановилось. 28 августа 1961 года в Западном Берлине открылся первый участок линии G (с 1966 года U9), которая к 1976 году приобрела современный вид. В 1966 году был завершён последний участок линии U6, в результате чего линия была продлена до Альт-Мариендорфа. К 1 октября 1984 года было завершено формирование линии U7, которая вытянулась от Рудова до станции "Ратхаус Шпандау". С 1973 года началось поэтапное продление линии U5 Восточноберлинского метро на восток, что было связано с застройкой восточной окраины панельными домами. В 1973 году линия была продлена на один перегон до Тиерпарка, а 1 июля 1989 года был открыт завершающий участок до Хёнова. При этом сама конечная станция "Хёнов" и предшествующая ему станция до объединения Берлина в 1990-1991 годах находились за городской чертой Восточного Берлина, так как перенос границы не был допустим по четырёхстороннему соглашению 1971 года - обе станции вошли в черту Берлина только в 1993 году.

 - На схеме отчётливо видна линия прохода Берлинской стены через Берлин, разделяющей 2 части Берлина - Восточный и Западный Берлин

## Подвижной состав периода
Традиционно Берлинская подземка имеет два вида профиля: малый (Kleinprofil) и большой (Großprofil). Малый объединяет в себе первые четыре линии U1,U2, U3, U4, большой, соответственно, все остальные. Линии малого профиля в Берлине исторически самые старые. Линия U1 открыта в феврале 1902 года став самой первой. Линии большого профиля строились с начала 1920-х годов. На линиях разного профиля применялся подвижной состав соответствующего типа, отличающийся габаритами вагонов и шириной колеи.

Вагоны типа «А» малого профиля, или так называемые BVG-Baureihe A являлись самым старым подвижным составом Берлинского метро, строились с 1901 по 1929 годы, (в модификациях «AI» (1901-1926) и «AII» (1928-1929)), в содружестве нескольких предприятий, среди которых: MAN, Wismar, LHW, Crede, Fuchs и других. Эти вагоны пережили войну, были восстановлены и эксплуатировались довольно долго: в Западном Берлине до 1973 года, в Восточном до 1989 года включительно. 
Новый подвижной состав для линий малого профиля появился лишь с 1960 года. Это были вагоны типа «A3» и их дальнейшие модификации, которые выпускались западногерманскими компаниями Siemens, ABB Henchel, AEG и прочими, до 1994 года. Они, до начала 90-х, работали только на «западных» линиях Берлинского метро. В Восточном Берлине к вопросу обновления подвижного состава малого профиля вернулись лишь в 1974 году, когда началось производство вагонов типа «G», кузова которых были из пластика. Их производством последующие 15 лет занималось Народное предприятие Электровозостроительный завод (LEV) «Ганс Баймлер» в бранденбургском городе Хеннигсдорф (ГДР).
Для линий метро большого профиля подвижной состав создавался с 1924 года, начиная с вагонов типа «В», имевших модификации I (1924—1927) и II (1927—1929). Последние составы из этих вагонов проработали на «восточной» линии «Е» (U5) до 1969 года. Также эксплуатировались и более совершенные вагоны типа «С», строившиеся с конца 20-х годов, часть из которых сразу же после войны в качестве репараций была привезена в Москву, где они работали в Московском метрополитене до 1965 года. В Берлинской подземке эти вагоны проработали до 1975 года в Западном секторе города на линии U8. Производство нового подвижного состава для линий большого профиля началось лишь с 1956 года западногерманскими компаниями. Это были вагоны типа «D» и их последующие модификации, а с 1973 года стали выпускать более совершенные вагоны типа «F». Все они после раздела Берлинского метрополитена в 1961 году продолжили работать в Западном секторе города, и лишь в 1988 году 98 б/у-шных вагонов «D» были куплены для эксплуатации на линии «Е» (U5) в Восточном секторе. В ГДР производством вагонов большого профиля (вагоны типа «Е») с начала 60-х занималось предприятие Национальные железнодорожные ремонтные мастерские Берлин-Шёневайде (Reichsbahnausbesserungswerk Berlin-Schöneweide).
После объединения Германии часть вагонов этих моделей была списана, постепенно заменяясь на более совершенные модели H и I, часть вагонов типа G (Восточного Берлина) и D (Западного) была продана в Пхеньянский метрополитен.

## Галерея подвижного состава в 1961—1989 годах

### Вагоны метро Западного сектора Берлина
- Вагоны тип "А I" малого профиля.
- Вагон тип "A II" малого профиля.
- Вагон тип "А3" малого профиля.
- Вагон тип "В" большого профиля.
- Вагон тип "С" большого профиля.
- Вагон тип "D" большого профиля
- Вагон тип "F" большого профиля

### Вагоны метро Восточного сектора Берлина
- Вагоны тип "А I" малого профиля.
- Вагон тип "A II" малого профиля.
- Вагон тип "G" малого профиля.
- Вагон тип "В" большого профиля.
- Вагон тип "D" большого профиля
- Вагон тип "E" большого профиля.